# Coniophoraceae
Coniophoraceae es una familia de hongo en el orden Boletales. La familia contiene seis géneros y 28 especies.